# 神内良一
神内 良一（じんない りょういち、1926年（大正15年）8月15日 - 2017年（平成29年）6月27日）は、日本の実業家、資産家。消費者金融大手・プロミスの創業者で、有限会社神内ファーム21（現神内ファーム21株式会社）の代表取締役を務めた。

## 人物
1926年、香川県の農家（小作農）の三男に生まれた。当時小作農は苦労して作った作物の半分を地主に納めなければならなかったため神内は「農業で成功し、地主の何倍もの大農家になってやる」と子どもながらに想っていたという。15歳の時、香川県立木田農業学校（現香川大学農学部）に進学。
19歳で太平洋戦争終戦を迎えた。北海道の開拓実習訓練所のことを知り、香川県から北海道まで汽車を乗り継ぎたどり着いた。しかし受付は終了しており、懇願の末、補欠での受付をしてもらえたものの米の配給が閉ざされ取り消しとなった。止むをえず援農先から汽車賃を借りて、再挑戦を心に誓いながら郷里に戻った。
郷里に戻った神内は、半ばやけになり広島県の造船所の工員に応募したが、友人が「百姓の子は、百姓の仕事をすべきだ」と忠告してくれて、無給ながら農業試験場に職を得た。1年後には農林省（現農林水産省）の香川作物報告事務所（現統計情報センター）に就職した。農林統計の一端を担う仕事に従事できたが、24歳で農業の世界から身を引かざるを得なくなった。
ヤミ米販売、植木商などを転々とした。そして大阪の聖ヨハネ学園というキリスト教系の児童福祉施設に就職した。しかし、同学園で幼児虐待容疑が持ち上がり、神内も検挙され、起訴猶予となったが退職を余儀なくされた。
神内は養護施設の劣悪な環境を見て「宗教だけでは人は救えない」と実感して自分で施設を作ろうと考えた。施設を作るための最適な方法として選択したのが、消費者金融だった。1957年頃から兄が営む大阪市の金融・不動産業を手伝った。
1962年にプロミスの前身となる関西金融を創業。その後、同社を業界トップクラスの大手企業に成長させ、古希を迎える1996年には東証一部に上場させた。翌1997年に有限会社神内ファーム21（現神内ファーム21株式会社・北海道樺戸郡浦臼町）を創設。これまで約130億円以上を投じ、生活の中心を金融業から農業事業にシフトさせている。
2017年6月27日、うっ血性心不全のため死去 。90歳没。神内は生前「稼ぐだけ稼いだら、それを使い切って死ぬというのが私の理想。死んでも葬式もしないし、戒名もつけない。墓も作る気はありません。」と述べていた。